# Păuleasca (gmina Micești)
Păuleasca – wieś w Rumunii, w okręgu Ardżesz, w gminie Micești. W 2011 roku liczyła 1011 mieszkańców.